# Batalla de Mendigorria
La batalla de Mendigorria de 1835 fou una de les batalles de la primera guerra carlina.

## Antecedents
La rebel·lió va esclatar després de la convocatòria de les Corts el 20 de juny de 1833 quan el pretendent dom Carles, refugiat a Portugal es va negar a jurar lleialtat a Maria Cristina de Borbó-Dues Sicílies i l'1 d'octubre, recolzat per Miquel I de Portugal va reclamar el seu dret al tron. La revolta no va tenir el suport de l'exèrcit i la guerra començà el 6 d'octubre quan el general Santos Ladron de Cegama va prendre Logronyo, passant a Navarra per unir-se amb els revoltats, sent capturat a la batalla de Los Arcos i afusellat als pocs dies. A Catalunya, la rebel·lió de Josep Galceran a Prats de Lluçanès el 5 d'octubre va ser sufocada pel capità general Llauder.
La presència carlina quedà afeblida amb la campanya del liberal Pedro Sarsfield i Tomás de Zumalacárregui va assumir la direcció dels contingents navarresos el 15 de novembre, i dels bascos tres setmanes després, reactivant la rebel·lió al nord, organitzant l'exèrcit carlí, va capturar la Real Fábrica de Armas de Orbaiceta, provocant la substitució del general Valdés per Vicente Genaro de Quesada, qui va començar les represalies.
L'exèrcit liberal de José Ramón Rodil va tractar de destruir l'exèrcit de Zumalacárregui i arrestar Carles Maria Isidre de Borbó però després d'una desastrosa campanya es va veure obligat a renunciar al comandament per Manuel Lorenzo. Les tropes isabelines de Navarra no van ser capaces de contenir l'exèrcit de Zumalacárregui, que va capturar un comboi d'armes que anava de Burgos a Logronyo pel camí real, però sense poder destruir l'exèrcit liberal, la temptativa sobre Madrid quedà avortada i Jerónimo Valdés es va decidir a atacar Zumalacárregui al seu reducte de la vall d'Amescoas amb 21.000 homes, la major mobilització de tropes cristines des de l'inici del conflicte.
Edward Granville Eliot va arribar el 25 d'abril a la vall de La Berrueza on s'havia retirat Zumalacárregui des d'Amescoas i va aconseguir que els dos bàndols signessin el Conveni d'Eliot.
Després del desastre d'Artaza, Jerónimo Valdés es va retirar a la riba sud de l'Ebre, ordenant l'evacuació de les guarnicions isabelines entre Logronyo, Vitoria i Pamplona i la frontera francesa, obrint el camí a Zumalacárregui per conquerir el País Basc, ocupant Guipúscoa en poques setmanes tret de Sant Sebastià i Hondarribia, aconseguint nombroses peces d'artilleria. Després de la mort de Zumalacárregui es nomenà nou comandant a Francisco Benito Eraso i després a Vicente Moreno González. Amb el frustrat Setge de Bilbao els carlins van moure el comandament a Estella, i Luis Fernández de Córdova va decidir-se a recuperar els territoris ocupats durant la primavera per Zumalacárregui i les comunicacions entre Vitòria i Pamplona i Vitòria i Sant Sebastià. Quan marxava per Carasol de Montejurra li van notificar que els carlins havien creuat el riu Arga, ocupant Mendigorría, on l'esperaven.

## Batalla

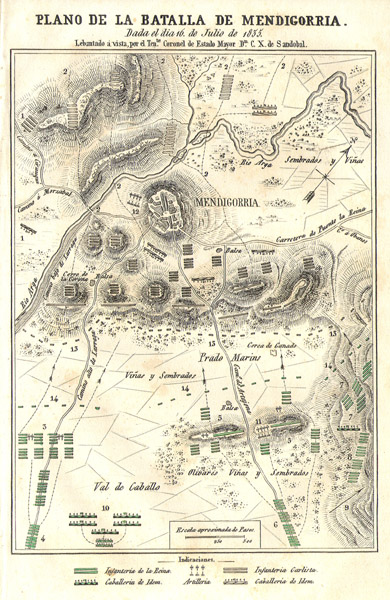
Plànol de la Batalla de Mendigorría

En la batalla de Mendigorría es van enfrontar 24.000 carlins (gairebé tot l'exèrcit del pretendent Carles) i 36.000 liberals. Les tropes de Moreno estaven situades al voltant de Mendigorría, quan les tropes de Fernández de Córdova van atacar per les rutes de Larraga i Artajona. Era el 16 de juliol de 1836.
El mateix Carles Maria Isidre de Borbó es trobava a Mendigorría, i la seva fugida va ser complicada, ja que els carlins tenien el riu Arga darrere i únicament comptaven amb el pont de Larraga per a la retirada. L'atac liberal va començar pel flanc esquerre sota les ordes d'Espartero. L'atac central va estar liderat per Fernández de Córdoba. Tot i que la defensa carlina va ser forta, les tropes van haver d'iniciar una retirada plena de confusió.
La retirada del pretendent i de gran part de les tropes carlines va ser possible per la defensa impecable del pont que va realitzar el brigadier carlí alabès Bruno Villarreal.

## Conseqüències
Els carlins van perdre 1.500 homes entre morts, ferits i presos. Els liberals van patir una pèrdua de 1.000 soldats i no va aprofitar la victòria per a delmar més l'exèrcit carlí i capturar el pretendent Carles.
Vicente Moreno González fou rellevat al comandament de les tropes carlines per Nazario Egia l'octubre del mateix any. però Luis Fernández de Córdova no va aconseguir alliberar el coll d'Artaban i obrir la comunicació entre Àlaba i Guipúscoa.
El general Miguel Gómez Damas, que havia pres Oviedo, sortí, amb vuit batallons d'infanteria i quatre peces d'artilleria, però pràcticament sense cavalleria en expedició per prendre Madrid, i es dirigí a l'encontre de Ramon Cabrera per unir les seves forces, sent derrotat en la batalla de Villarrobledo, i abandonant la idea d'atacar Madrid, però en una acció d'audàcia dirigida per Cabrera, es conquerí la ciutat de Còrdova. Arribats a Extremadura, les diferències amb Gómez i la presa cristina de Cantavella van fer que aquest l'obligués a abandonar-la amb una petita escorta, això si, quedant-se Gómez amb tots els batallons de Cabrera.